# Токмаков, Лев Алексеевич
Лев Алексе́евич Токмако́в (30 июля 1928, Свердловск, РСФСР — 19 ноября 2010, Москва, Россия) — советский и российский художник-иллюстратор. Народный художник Российской Федерации (1998).

## Биография
Родился в Свердловске 30 июля 1928 года. Мать, Авербух Татьяна Натановна, выпускница медицинского факультета Пермского университета. Отец — Токмаков Алексей Степанович (1900, Усть-Сысольск -?), врач-хирург, в 1937 году осужден военным трибуналом. После освобождения работал хирургом в больнице города Красавино Вологодской области.
В 1951 г. Лев Токмаков окончил Московское высшее художественно-промышленное училище (Строгановское училище). За свою творческую жизнь создал автолитографии и рисунки в станковой графике, проиллюстрировал более 200 детских книг.
В частности, создал красочные, весёлые и остроумные иллюстрации к произведениям почти всех знаменитых представителей отечественной детской литературы: Я. Акима, А. Алексина, Т. Александровой, А. Барто, И. Токмаковой, Т. Белозёрова, В. Берестова, В. Бианки, Е. Велтистова, А. Гайдара, В. Драгунского, Б. Заходера, С. Маршака, С. Михалкова, А. Митяева, Э. Мошковской, С. Сахарнова, Р. Сефа, Г. Цыферова, а также является автором иллюстраций к произведениям Дж. Родари, А. Линдгрен и сказок итальянских писателей, китайских народных сказок.
Автор иллюстраций к книгам: Дж. Родари «Сказки по телефону», Дж. Родари «Джельсомино в стране лжецов», А. Линдгрен «Пеппи Длинный чулок», И. Токмаковой «Ростик и Кеша», В. Бианки «Как муравьишка домой спешил», к произведениям В. Берестова, Б. Заходера, С. Михалкова, Д. Крупской и многих других. Также создал запоминающиеся художественные образы к изданиям русских народных сказок: сборник русских сказок «Лесное яблочко», «Русские сказки про зверей», «Колобок», «Курочка ряба», «Волк и семеро козлят», «Сестрица Аленушка и братец Иванушка», «Лисичка-сестричка и серый волк».
Лев Токмаков — создатель текста и иллюстраций к книгам для детей «Мишин самоцвет», «Чудеса Господни» (2010), автор двух стихотворных сборников: «Собачий сон» (1998), «Глаза бессонниц» (2008).
С 1958 г. сотрудничал с журналом «Мурзилка», после «Веселые картинки», а также в издательствах «Малыш», «Детская литература», «Молодая гвардия», «Росмэн», «Астрель» и др. Проиллюстрировал свыше 200 детских книжек, создав яркие образы к произведениям отечественных авторов (Михалкова, Маршака, Заходера, Цыферова, Токмаковой, Акима, Барто, Гайдара и многих других), так и к зарубежным книгам — сказкам Родари, Линдгрен.
Вел занятия в студии книжной иллюстрации «Бибигон» РГДБ.
Работы художника хранятся в Государственной Третьяковской галерее, Музее изобразительных искусств имени А. С. Пушкина, Братиславской национальной галерее, многих музеях и частных коллекциях в России и за рубежом.
Книга-альбом «Потешные прогулки под Москвой», автором которой он является, в 2009 г. была удостоена специального приза в конкурсе «Книга года».
Урна с прахом захоронена на 1 уч. Армянского кладбища.

## Награды и звания
- 1980 — имя Л. Токмакова внесено в Почётный список Х. К. Андерсена
- 1984 — золотая медаль от правительства Йеменской Арабской Республики за серию работ о ЙАР
- 1985 — золотая медаль на БИБ в Братиславе за иллюстрации к книге Отфрида Пройслера «Крабат»
- 1988 — почетный диплом Х. К. Андерсена за иллюстрации к книге И. Токмаковой «Карусель».
- 1998 — Народный художник России.
- 2009 — книга-альбом «Потешные прогулки под Москвой», автором которой являлся Токмаков, получила специальный приз в конкурсе «Книга года».

## Семья
Жена — поэтесса и переводчица Ирина Петровна Токмакова.

Сын — Василий Львович Токмаков, писатель, автор нескольких книжек для детей дошкольного возраста.